# Radioplane BTT

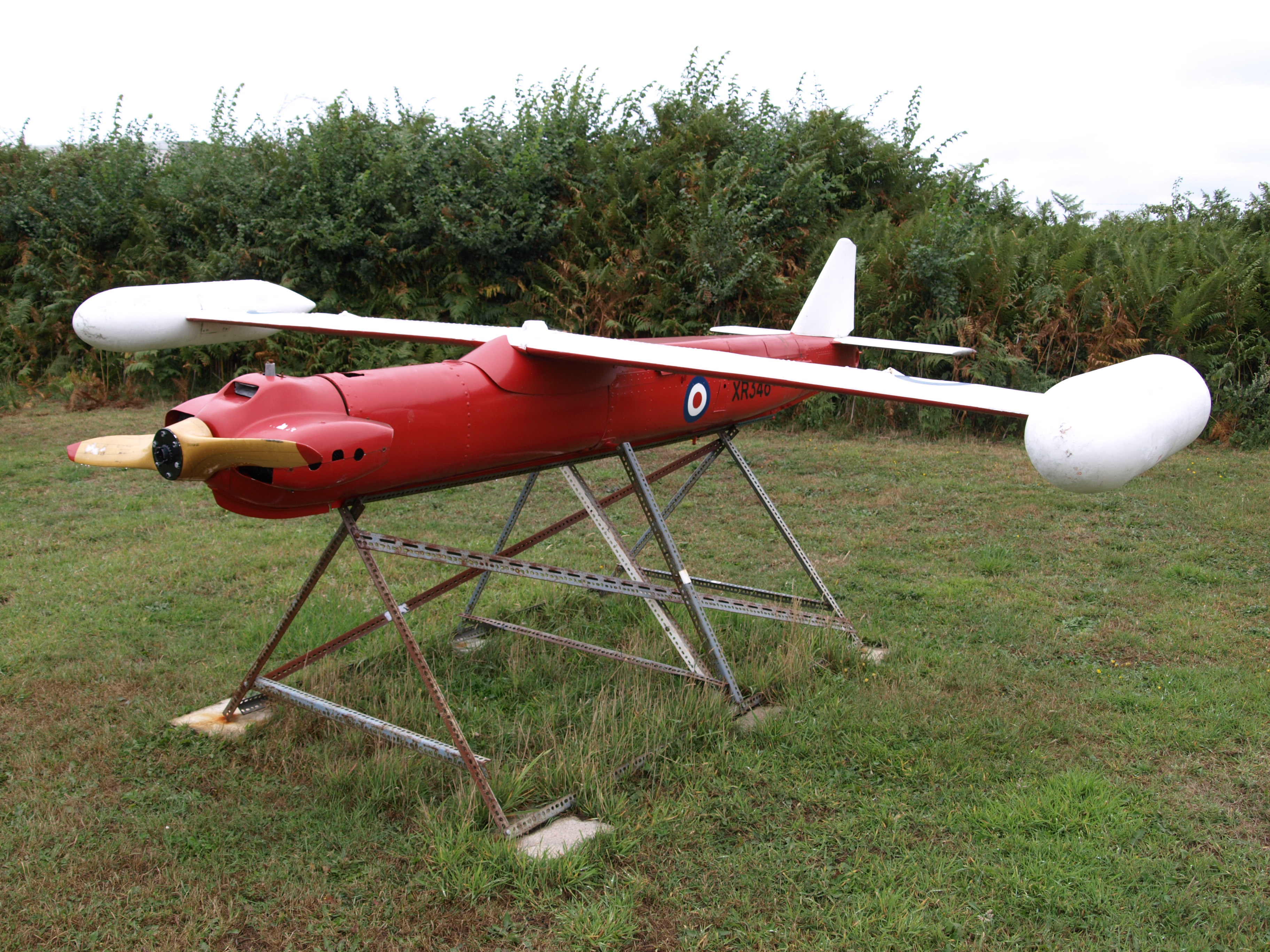
Radioplane Shelduck no Bournemouth Aviation Museum

O Radioplane BTT, conhecido como RP-71 pela empresa, como WS-426/2 pela Marinha dos EUA, e como WS-462/2 pela Força Aérea dos EUA, foi uma família de drones-alvo produzidos pela Radioplane (mais tarde, uma divisão da Northrop).

## História
No pós-Segunda Guerra Mundial, Radioplane seguiu o sucesso do drone alvo OQ-2 com outra série de  drones-alvo propelidos por pistão muito bem sucedida, o que viria a ser conhecido como a família Basic Training Target (BTT)  (a designação BTT não foi criado até os anos 1980, mas é usado aqui como uma maneira conveniente para resolver o emaranhado de denominações). Os BTTs permaneceram em serviço pelo resto do século XX.

## Variantes

### OQ-19 / KD2R
A família BTT começou no final da década de 1940, evoluindo através de uma série de refinamentos com oas designações do Exército dos EUA de OQ-19A até OQ-19D e na Marinha Estadunidense como Quail designada KD2R. Os primeiros modelos tinham uma fuselagem de metal e asas de madeira, mas a produção foi padronizada em um avião totalmente de metal.
Radioplane desenvolveu um variante experimental XQ-10 que foi feito principalmente de plástico, mas ainda que tenha sido bem avaliado, ele não era considerado uma grande melhoria sobre a tecnologia existente e não foi para a produção.
A Radioplane foi comprada pela Northrop em 1952, se tornando a Northrop Ventura Division, mas pareece que o nome "Radioplane" permaneceu por um tempo.

### MQM-33 / MQM-36
Em 1963, quando os militares dos EUA aprovaram um padrão de sistema de designação, os variantes BTT sobreviventes do Exército dos EUA tornaram-se MQM-33s e o KD2R-1, o único membro da família ainda no serviço da Marinha, tornou-se o MQM-36 Shelduck.
O MQM-36 foi o que mais evoluiu da família BTT, mas manteve a mesma configuração geral como os outros membros. Ele era maior e mais sofisticado do que a série de primeira geração OQ-2A.
O lançamento era feito pelo impulsionador RATO ou elástico como catapulta e recuperado por para-quedas.

### MQM-57 Falconer
Uma variante do BTT designado como RP-71, também conhecido como o SD-1 Observer, mais tarde renomeada como MQM-57 Falconer, foi criado para o  de reconhmento, com o primeiro voo em 1955. O Falcoeiro foi semelhante em aparência a Tadorna, mas tinha um pouco mais e stockier fuselagem. Ele tinha um sistema de piloto automático com rádio-controle de backup, e poderia levar câmeras, bem como iluminação de tochas para a noite de reconhecimento. O equipamento foi carregado através de um corcunda nas costas entre as asas. Embora ele só tinha uma resistência de um pouco mais de meia-hora, tornando-se de uso limitado, cerca de 1.500 Falconers foram construídos e o tipo usado internacionalmente com diferentes forças militares, permanecendo em serviço em 1970.
Mais de 73.000 BTT metas foram construídas em todos, e o tipo foi usado por, no mínimo, 18 nações. Alguns ainda podem ser lentos no serviço.

## Especificações (MQM-36)
Dados de All The world´s Aircrafts.
- Comprimento: 4,14 m
- Envergadura: 3,5 m
- Altura: 79 cm
- Área alar: 1.74 m2
- Peso vazio: 124 kg
- Propulsão:1 × McCulloch O-100-2, 72 hp (53 kW)
- Velocidade máxima: 324 km/h